# Sam San Toi
Sam San Toi est une montagne de Hong Kong située dans la partie centrale de l'île de Lantau où elle est sur le versant nord du Lin Fa Shan, dans la région des Nouveaux Territoires. Trois pics sont couramment distingués sur la montagne, dont le plus haut, le plus septentrional, culmine à 721 mètres.
Sur le flanc du versant ouest du Sam San Toi, un petit sentier permet la liaison entre le Lin Fa Shan, le Po To Yan et le Por Kai Shan. Les touristes peuvent accéder au Sam San Toi soit à partir de la ville de Tung Chung (via le Po To Yan), soit par la baie de Tai Ho (via le Por Kai Shan), soit par le village de Mui Wo (via le Lin Fa Shan). Cependant, le non entretien des sentiers accroît leur dangerosité.